# Automolus ochrolaemus
Automolus ochrolaemus е вид птица от семейство Furnariidae.

## Разпространение
Видът е разпространен в Белиз, Боливия, Бразилия, Колумбия, Коста Рика, Еквадор, Френска Гвиана, Гватемала, Гвиана, Хондурас, Мексико, Никарагуа, Панама, Перу, Суринам и Венецуела.